# Raymond A. Spruance
Raymond Ames Spruance (3. července 1886 Baltimore – 13. prosince 1969) byl admirál loďstva Spojených států amerických během druhé světové války.
Raymond A. Spruance velel námořním silám USA během dvou významných námořních bitev v Pacifiku, bitvě o Midway a v bitvě ve Filipínském moři. Bitva o Midway byla prvním velkým vítězstvím Spojených států nad Japonskem. Bitva ve Filipínském moři byla také významným vítězstvím USA.
V 70. letech po něm byl pojmenován americký torpédoborec USS Spruance – první loď stejnojmenné třídy. Ze služby již byl vyřazen. Naopak v květnu 2009 byla zahájena stavba nového torpédoborce USS Spruance, který bude 61. jednotkou nejmodernější americké třídy Arleigh Burke.